# ミナミオナガミズナギドリ
ミナミオナガミズナギドリ（南尾長水薙鳥、学名：Ardenna bulleri）は、ミズナギドリ目ミズナギドリ科に分類される鳥類の一種である。

## 分布
ニュージーランド北部のプア・ナイツ諸島で繁殖し、非繁殖期は北太平洋を南千島からアラスカ南部まで北上する。
日本では数少ない旅鳥として、本州中部以北の太平洋上や小笠原諸島近海で観察されている。8-10月の観察例が多い。
日本鳥類目録改訂第7版には、北海道、青森、千葉（2004年6月）、神奈川（1984年6月）、愛知での記録が記載されている。1984年6月10日、横浜市西区久保町で保護された個体はその後死亡した。2004年6月19日から21日まで、千葉県習志野市谷津干潟で1羽が観察・撮影された。2007年6月23日には、神奈川県鎌倉市で死体が拾われ、国立科学博物館で標本が保管されている。

## 特徴
全長約42cm。翼開長は97-107cm。額から頭頂、後頸、腰は黒褐色で背と上尾筒は灰色である。翼の上面には、翼角から三列風切に伸びるはっきりとした黒褐色のM字型の模様がある。喉からの体の下面は白い。尾は類似種のオナガミズナギドリ同様、長くくさび形をしている。嘴は灰褐色で、足は淡いピンク色である。 
雌雄同色である。

## 分類
本種は、以前は ミズナギドリ属（Puffinus ）に分類されていたが、遺伝子に基づく研究成果により、現在では ハシボソミズナギドリ属（Ardenna）に分類されている。

## 生態
非繁殖期は海洋で生活する。
食性は動物食で、軟体動物や魚類を捕食する。
繁殖形態は卵生。

## 保全状態評価
- VULNERABLE (IUCN Red List Ver. 3.1 (2001))